# Karl Cerri
Karl Cerri (* 31. Oktober 1845; † 8. November 1918) war ein österreichischer k. u. k. Offizier (Feldzeugmeister).

## Biografie
Der Offizier der k.u.k. Armee diente ab 1873 als Hauptmann 1. Klasse beim Generalstab und wurde 1885 vom Eisenbahnbureau des Generalstabes als Oberstleutnant (Ernennung 1877) zum Infanterie-Regiment Freiherr von Döpfner Nr. 23 versetzt. 1887 wurde er zum Generalstabskorps zurück versetzt und am 1. Mai 1894 zum Generalmajor ernannt. Am 1. November 1897 erfolgte die Ernennung zum Feldmarschalleutnant.
Cerri wurde am 1. Oktober 1905 mit dem Titel und Charakter eines Feldzeugmeisters geehrt und in den Ruhestand versetzt.

## Auszeichnungen
- k. k. Militärverdienstkreuz (1877)
- Ritterkreuz des Österreichischen Leopold-Ordens (1887)[3]